# Joan Echevarria Puig
Joan Echevarria Puig (Barcelona, 1928) és un empresari i polític català.

## Biografia
Llicenciat en dret, començà a treballar als 17 anys en una sucursal del Banesto.
Durant la seva època universitària fou cap del Sindicato Español Universitario (SEU) a Catalunya i Balears. Va ser director general de Perkins, empresa filial de Motor Ibérica; en aquests anys va intentar solucionar una vaga de treballadors el setembre de 1976 amb l'acomiadament de 67 treballadors, entre ells el líder de Comissions Obreres Marcelino Camacho, però una sentència del Tribunal Suprem el va obligar a readmetre. El 1975 fou nomenat director general de Correus i Telecomunicacions, però el 1976 fou destituït per Adolfo Suárez. Poc després contribuí a la fundació de la Confederació Espanyola d'Organitzacions Empresarials (CEOE).
El 1980 va fundar el partit Solidaritat Catalana, amb el qual es va presentar a les eleccions al Parlament de Catalunya de 1980, però amb èxit escàs, de manera que va dissoldre el partit, que es va integrar en Aliança Popular. Darrerament ha mantingut contactes amb la Plataforma 2003, una entitat amb seu a Madrid que reivindica la figura de José Antonio Primo de Rivera.
Després s'ha dedicat plenament al món dels negocis. Ha estat president de les empreses FECSA a la mort de Lluís Magaña i Martínez (1996- 1998), Nissan Motor Ibèrica, de Cable i Televisió de Catalunya, del Consell Social de la Universitat Pompeu Fabra i de la Fundació Institut Guttmann, vicepresident del World Trade Center i conseller del Port de Barcelona. El 1998 va rebre la Creu de Sant Jordi.
El 1999 fou multat amb 12.000 euros per la Comissió Nacional del Mercat de Valors per haver usat informació privilegiada en benefici propi i haver permès als seus fills comprar accions abans de l'OPA que Endesa va llençar sobre FECSA i Sevillana de Electricidad l'octubre de 1996, però l'Audiència Nacional d'Espanya va anul·lar les sancions el 2002. El 2005 el seu fill, Alejandro Echevarría Arévalo, dimití com a directiu del FC Barcelona per la seva vinculació a la Fundación Francisco Franco. El 2004 fou nomenat president de Mutua Universal, però el 2007 va tornar a tenir problemes legals quan la Intervenció General de la Seguretat Social va demanar l'actuació del fiscal Emilio Jesús Sánchez Ulled per suposats delictes de malversació de fons públics